# Neferneferuaten Tasherit
Đừng nhầm lẫn với Neferneferuaten, một nữ vương sống vào cùng thời kỳ Amarna.
Neferneferuaten Tasherit (tiếng Ai Cập: nfr-nfrw-jtn tꜣšrjt) là một công chúa sống vào cuối thời kỳ Vương triều thứ 18 của Ai Cập cổ đại. Tên của công chúa mang ý nghĩa là "Người đẹp nhất của Aten".

## Gia đình

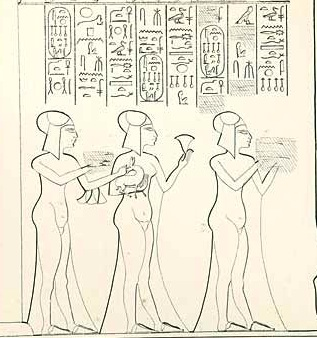
Phù điêu trên tường mộ Meryre, lần lượt từ trái qua là Setepenre, Neferneferure và Neferneferuaten

Neferneferuaten Tasherit là con gái thứ tư của Pharaon Akhenaten và vương hậu Nefertiti, được phỏng đoán là sinh vào năm thứ 8 hoặc 9 trị vì của vua cha. Do đó công chúa Neferneferuaten là chị em khác mẹ với Pharaon Tutankhamun, em ruột với Meritaten, Meketaten, Ankhesenpaaten (cũng là vợ của Tutankhamun), chị ruột của Neferneferure và Setepenre.
Hầu hết các ngôi mộ ở Amarna đều xuất hiện những phù điêu của 4 người con đầu của Akhenaten và Nefertiti, chỉ riêng ngôi mộ TA2 của Meryre II, Đại tổng quản của Nefertiti, là xuất hiện thêm hai người con sau của họ. Neferneferuaten được biết đến nhiều qua bức bích họa tại cung điện Nơi ở của Vua tại Armana và cùng hai người em gái trên một phù điêu năm thứ 12 của Akhenaten tại mộ Meryre II.
Bước sang khoảng năm thứ 14, người chị Meketaten qua đời, với những phù điêu mô tả dòng người than khóc trước cái chết của công chúa được tái hiện trên tường phòng α và γ của ngôi mộ TB26 (thuộc phức hợp lăng mộ TA26). Neferneferuaten cũng được mô tả cùng với cha mẹ và hai người chị còn lại trên tường phòng γ (nhưng không thấy bất kỳ đề cập nào đến hai người em Neferneferure và Setepenre).

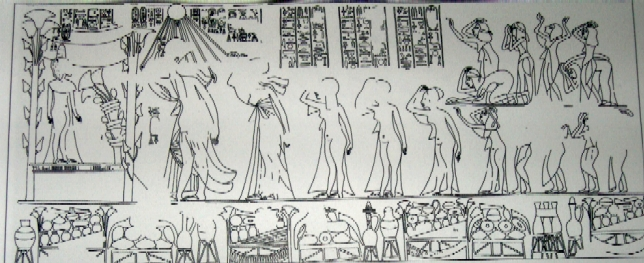
Meketaten (bên trái, đứng dưới màn trướng) dưới hình hài một bức tượng, lần lượt là Akhenaten, Nefertiti, Meritaten, Ankhesenpaaten và Neferneferuaten đang than khóc trước công chúa (vẽ lại từ tường mộ TB26).

### Trích dẫn
- Tyldesley, Joyce A. (1998). Nefertiti: Egypt's Sun Queen. NXB Viking. ISBN 978-0-670-86998-5.
- Dodson, Aidan (2009). Amarna Sunset: Nefertiti, Tutankhamun, Ay, Horemheb, and the Egyptian Counter-Reformation. Cairo: Đại học Mỹ (Cairo). ISBN 978-1-936190-19-5.